# Pænda
Pænda, pseudonimo di Gabriela Horn (Deutschlandsberg, 25 gennaio 1988), è una cantante austriaca.
Ha rappresentato l'Austria all'Eurovision Song Contest 2019 con il brano Limits, non riuscendo però a qualificarsi per la serata finale.

## Biografia
Il 29 gennaio 2019 è stato confermato che l'ente televisivo nazionale austriaco ORF l'ha selezionata internamente come rappresentante nazionale per l'Eurovision Song Contest 2019 a Tel Aviv, in Israele. Il suo brano, intitolato Limits, è stato pubblicato l'8 marzo successivo. A Tel Aviv si è esibita nella seconda semifinale del 16 maggio, ma non si è qualificata per la finale, piazzandosi 17ª su 18 partecipanti con 21 punti totalizzati, tutti provenienti dalle giurie. Tuttavia, dopo la finale è risultato che Lina Hedlund, una dei cinque giurati della Svezia, ha per sbaglio votato al contrario durante la semifinale, piazzando Pænda prima invece che ultima e facendola risultare la terza più votata dalla giuria svedese, regalandole 8 punti; se non fosse stato per questo errore, Pænda si sarebbe piazzata ultima con 13 punti.

## Discografia

### Album
- 2018 - Evolution I
- 2019 - Evolution II

### EP
- 2020 - My Heart

### Singoli
- 2017 - Waves
- 2018 - Good Girl
- 2018 - Paper-Thin
- 2019 - Limits
- 2019 - Like a Domino
- 2019 - So Loud
- 2020 - Best of It
- 2020 - You Me Not to Want You
- 2020 - Perfect Fit
- 2020 - Friend Zone
- 2021 - Lovers We Knew
- 2021 - Come Around (con Adam Bü & Moodygee)
- 2021 - High and Dry